# Danh sách loài ốc cối
Ốc cối (Conus) là một chi ốc biển trong họ ốc nón, chi này có kích thước đa dạng, là động vật thân mềm chân bụng sống ở biển, săn mồi trong họ Conidae, họ ốc cối.

## Danh sách
- Conus abbas Hwass in Bruguière, 1792[1]
- Conus abbreviatus Reeve, 1843[2]
- † Conus abruptus Marshall, 1918
- Conus achatinus Gmelin, 1791[3]
- Conus aculeiformis Reeve, 1844[4]
- Conus acutangulus Lamarck, 1810[5]
- Conus adamsonii Broderip, 1836[6]
- Conus aemulus Reeve, 1844[7]
- Conus africanus Kiener, 1845[8]
- Conus alabaster Reeve, 1849[9]
- Conus alainallaryi Bozzetti & Monnier, 2009[10]
- Conus albuquerquei Trovão, 1978[11]
- Conus alconnelli da Motta, 1986[12]
- Conus algoensis G. B. Sowerby II, 1834[13]
- Conus alisi Röckel, Richard, & Moolenbeek, 1995[14]
- Conus allaryi Bozzetti, 2008[15]
- Conus amadis Gmelin, 1791[16]
- Conus ambiguus Reeve, 1844[17]
- Conus ammiralis Linnaeus, 1758[18]
- Conus amphiurgus Dall, 1889[19]
- Conus anabathrum Crosse, 1865[20]
- Conus anabelae Rolán & Röckel, 2001[21]
- Conus anaglypticus Crosse, 1865[22]
- Conus andamanensis E. A. Smith, 1879[23]
- Conus andremenezi Olivera & Biggs, 2010[24]
- Conus anemone Lamarck, 1810[25]
- Conus angasi Tryon, 1884[26]
- Conus angioiorum Röckel & Moolenbeek, 1992[27]
- Conus anthonyi (Petuch, 1975)[28]
- Conus antoniomonteiroi Rolán, 1990[29]
- Conus aphrodite Petuch, 1979[30]
- Conus aplustre Reeve, 1843[31]
- Conus araneosus sensu Lightfoot, 1786[32]
- Conus arangoi Sarasúa, 1977[33]
- Conus archon Broderip, 1833[34]
- Conus arcuatus Broderip & G. B. Sowerby I, 1829[35]
- Conus ardisiaceus Kiener, 1845[36]
- Conus arenatus Hwass in Bruguière, 1792[37]
- Conus aristophanes G. B. Sowerby II, 1857[38]
- Conus armadillo Shikama, 1971[39]
- Conus armiger Crosse, 1858[40]
- Conus articulatus G. B. Sowerby II, 1873[41]
- Conus artoptus G. B. Sowerby II, 1833[42]
- Conus asiaticus da Motta, 1985[43]
- Conus ateralbus Kiener, 1845[44]
- Conus athenae Filmer, 2011[45]
- Conus atlanticoselvagem Afonso & Tenorio, 2004[46]
- Conus attenuatus Reeve, 1844[47]
- Conus augur sensu Lightfoot, 1786[48]
- Conus aulicus Linnaeus, 1758[49]
- Conus aurantius Hwass in Bruguière, 1792[50]
- Conus auratinus da Motta, 1982[51]
- Conus aureus Hwass in Bruguière, 1792[52]
- Conus auricomus Hwass in Bruguière, 1792[53]
- Conus aurisiacus Linnaeus, 1758[54]
- Conus australis (Holten, 1802)[55]
- Conus austroviola Röckel & Korn, 1992[56]
- Conus axelrodi Walls, 1978[57]
- Conus babaensis Rolán & Röckel, 2001[58]
- Conus baccatus G. B. Sowerby III, 1877[59]
- Conus baeri Röckel & Korn, 1992[60]
- Conus baileyi Röckel & da Motta, 1979[61]
- Conus bairstowi G. B. Sowerby III, 1889[62]
- Conus bajanensis Nowell-Usticke, 1968[63]
- Conus balteatus G. B. Sowerby II, 1833[64]
- Conus bandanus Hwass in Bruguière, 1792[65]
- Conus barbieri G. Raybaudi Massilia, 1995[66]
- Conus barthelemyi Bernardi, 1861[67]
- Conus bartschi G. D. Hanna & Strong, 1949[68]
- Conus bayani Jousseaume, 1872[69]
- Conus bayeri Petuch, 1987[70]
- Conus beatrix Tenorio, Poppe, & Tagaro, 2007[71]
- Conus belairensis Pin & Leung Tack in Pin, 1989[72]
- Conus bellocqae van Rossum, 1996[73]
- Conus bellulus Rolán, 1990[74]
- Conus bengalensis (Okutani, 1968)[75]
- Conus berdulinus Veillard, 1972[76]
- Conus bessei Petuch, 1992[77]
- Conus betulinus Linnaeus, 1758[78]
- Conus biancae Bozzetti, 2010[79]
- Conus biliosus (Röding, 1798)[80]
- Conus biraghii (G. Raybaudi, 1992)[81]
- Conus blanfordianus Crosse, 1867[82]
- Conus boavistensis Rolán & Fernandez in Rolán, 1990[83]
- Conus bocagei Trovão, 1978[84]
- Conus boeticus Reeve, 1844[85]
- Conus boholensis Petuch, 1979[86]
- Conus bondarevi Röckel & G. Raybaudi Massilia, 1992[87]
- Conus borgesi Trovão, 1979[88]
- Conus borneensis A. Adams & Reeve, 1848[89]
- Conus boschorum Moolenbeek & Coomans, 1993[90]
- Conus boucheti Richard, 1983[91]
- Conus bozzettii Lauer, 1991[92]
- Conus brianhayesi Korn, 2002[93]
- Conus broderipii Reeve, 1844[94]
- Conus bruguieresi Kiener, 1845[95]
- Conus brunneofilaris Petuch, 1990[96]
- Conus brunneus Wood, 1828[97]
- Conus bruuni Powell, 1958[98]
- Conus bulbus Reeve, 1843[99]
- Conus bullatus Linnaeus, 1758[100]
- Conus burryae Clench, 1942[101]
- Conus buxeus (Röding, 1798)[102]
- Conus byssinus (Röding, 1798)[103]
- Conus cacao Ferrario, 1983[104]
- Conus caillaudii Kiener, 1845[105]
- Conus cakobaui Moolenbeek, Röckel, & Bouchet, 2008[106]
- Conus calhetae Rolan, 1990[107]
- Conus californicus Reeve, 1844[108]
- Conus cancellatus Hwass in Bruguière, 1792[109]
- Conus canonicus Hwass in Bruguière, 1792[110]
- Conus capitanellus Fulton, 1938[111]
- Conus capitaneus Linnaeus, 1758[112]
- Conus capreolus Röckel, 1985[113]
- Conus caracteristicus Fischer von Waldheim, 1807[114]
- Conus cardinalis Hwass in Bruguière, 1792[115]
- Conus carnalis G. B. Sowerby III, 1879[116]
- Conus catus Hwass in Bruguière, 1792[117]
- Conus cedonulli Linnaeus, 1758[118]
- Conus centurio Born, 1778[119]
- Conus cepasi Trovão, 1975[120]
- Conus ceruttii Cargile, 1997[121]
- Conus cervus Lamarck, 1822[122]
- Conus chaldaeus (Röding, 1798)[123]
- Conus chiangi (Azuma, 1972)[124]
- Conus chiapponorum Lorenz, 2004[125]
- Conus chytreus Tryon, 1884
- Conus ciderryi da Motta, 1985[126]
- Conus cinereus Hwass in Bruguière, 1792[127]
- Conus circumactus Iredale, 1929[128]
- Conus circumcisus Born, 1778[129]
- Conus clarus E. A. Smith, 1881[130]
- Conus classiarius Hwass in Bruguière, 1792[131]
- Conus claudiae Tenorio & Afonso, 2004[132]
- Conus clerii Reeve, 1844[133]
- Conus cloveri Walls, 1978[134]
- Conus cocceus Reeve, 1844[135]
- Conus coccineus Gmelin, 1791[136]
- Conus coelinae Crosse, 1858[137]
- Conus coffeae Gmelin, 1791[138]
- Conus collisus Reeve, 1849[139]
- Conus colmani Röckel & Korn, 1990[140]
- Conus comatosa Pilsbry, 1904[141]
- Conus consors G. B. Sowerby II, 1833[142]
- Conus conspersus Reeve, 1844[143]
- Conus corallinus Kiener, 1845[144]
- Conus cordigera G. B. Sowerby II, 1866[145]
- Conus coronatus Gmelin, 1791[146]
- Conus crioulus Tenorio & Afonso, 2004[147]
- Conus crocatus Lamarck, 1810[148]
- Conus crotchii Reeve, 1849[149]
- Conus cumingii Reeve, 1848[150]
- Conus cuna Petuch, 1998[151]
- Conus cuneolus Reeve, 1843[152]
- Conus curassaviensis Hwass in Bruguière, 1792[153]
- Conus curralensis Rolán, 1986[154]
- Conus cuvieri Crosse, 1858[155]
- Conus cyanostoma A. Adams, 1855[156]
- Conus cylindraceus Broderip & G. B. Sowerby I, 1830[157]
- Conus dalli Stearns, 1873[158]
- Conus damasoi Cossignani, 2007[159]
- Conus damottai Trovão, 1979[160]
- Conus dampierensis Coomans & Filmer, 1985[161]
- Conus danilai Röckel & Korn, 1990[162]
- Conus darkini Röckel, Korn, & Richard, 1993[163]
- Conus daucus Hwass in Bruguière, 1792[164]
- Conus dayriti Röckel & da Motta, 1983[165]
- Conus decoratus Röckel, Rolán & Monteiro, 1980[166]
- Conus delanoyae Trovão, 1979[167]
- Conus delanoyi Trovão, 1979[168]
- Conus delessertii Récluz, 1843[169]
- Conus derrubado Rolán, 1990[170]
- Conus desidiosus A. Adams, 1855[171]
- Conus deynzerorum Petuch, 1995[172]
- Conus diadema G. B. Sowerby II, 1834[173]
- Conus dictator Melvill, 1898[174]
- Conus dieteri Moolenbeek, Zandbergen & Bouchet, 2008[175]
- Conus diminutus Trovão & Rolán, 1986[176]
- Conus dispar G. B. Sowerby II, 1833[177]
- Conus distans Hwass in Bruguière, 1792[178]
- Conus dondani Kosuge, 1981[179]
- Conus dorotheae Monnier & Limpalaër, 2010[180]
- Conus dorreensis Péron, 1807[181]
- Conus duffyi Petuch, 1992[182]
- Conus dusaveli (H. Adams, 1872)[183]
- Conus ebraeus Linnaeus, 1758[184]
- Conus eburneus Hwass in Bruguière, 1792
- Conus echinophilus (Petuch, 1975)[185]
- Conus eldredi Morrison, 1955[186]
- Conus elegans G. B. Sowerby III, 1895[187]
- Conus elokismenos Kilburn, 1975 [188]
- Conus emaciatus Reeve, 1849[189]
- Conus emarginatus Reeve, 1844[190]
- Conus emersoni G. D. Hanna, 1963[191]
- Conus empressae Lorenz, 2001[192]
- Conus encaustus Kiener, 1845[193]
- Conus episcopatus Da Motta, 1982[194]
- Conus ermineus Born, 1778[195]
- Conus erythraeensis Reeve, 1843[196]
- Conus escondidai Poppe & Tagaro, 2005[197]
- Conus estivali Röckel, Richard, & Moolenbeek, 1995[198]
- Conus eucoronatus G. B. Sowerby III, 1903[199]
- Conus eugrammatus Bartsch & Rehder, 1943[200]
- Conus eversoni Petuch, 1987[201]
- Conus evorai Monteiro, Fernandes & Rolán, 1995[202]
- Conus excelsus G. B. Sowerby III, 1908[203]
- Conus exiguus Lamarck, 1810[204]
- Conus eximius Reeve, 1849[205]
- Conus explorator Vink, 1990[206]
- Conus fantasmalis Rolán, 1990[207]
- Conus felitae Rolán, 1990[208]
- Conus fergusoni G. B. Sowerby II, 1873[209]
- Conus fernandesi Tenorio, Afonso & Rolán, 2008[210]
- Conus ferrugineus Hwass in Bruguière, 1792[211]
- Conus figulinus Linnaeus, 1758[212]
- Conus fijiensis Moolenbeek, Röckel & Bouchet, 2008[213]
- Conus fijisulcatus Moolenbeek, Röckel & Bouchet, 2008[214]
- Conus filmeri Rolán & Röckel, 2000[215]
- Conus fischoederi Röckel & da Motta, 1983[216]
- Conus flammeacolor Petuch, 1992[217]
- Conus flavescens G. B. Sowerby II, 1834[218]
- Conus flavidus Lamarck, 1810[219]
- Conus flavus Röckel, 1985[220]
- Conus flavusalbus Rolán & Röckel, 2000[221]
- Conus floccatus G. B. Sowerby II, 1841[222]
- Conus floridulus A. Adams & Reeve, 1848[223]
- Conus fontonae Rolán & Trovão, 1990[224]
- Conus fragilissimus Petuch, 1979[225]
- Conus franciscoi Rolán & Röckel, 2000[226]
- Conus frausseni Tenorio & Poppe, 2004[227]
- Conus frigidus Reeve, 1848[228]
- Conus fulmen Reeve, 1843[229]
- Conus fumigatus Hwass in Bruguière, 1792[230]
- Conus furvus Reeve, 1843[231]
- Conus fuscoflavus Röckel, Rolán, & Monteiro, 1980[232]
- Conus fuscolineatus G. B. Sowerby III, 1905[233]
- Conus gabelishi da Motta, 1982[234]
- Conus gabrielae Rolán & Röckel, 2000[235]
- Conus garciai da Motta, 1982[236]
- Conus garywilsoni Lorenz & Morrison, 2004[237]
- Conus gauguini Richard & Salvat, 1973[238]
- Conus generalis Linnaeus, 1767[239]
- Conus genuanus Linnaeus, 1758[240]
- Conus geographus Linnaeus, 1758[241]
- Conus gigasulcatus Moolenbeek, Röckel & Bouchet, 2008[242]
- Conus gladiator Broderip, 1833[243]
- Conus glans Hwass in Bruguière, 1792[244]
- Conus glaucus Linnaeus, 1758[245]
- Conus glenni Petuch, 1993[246]
- Conus glicksteini Petuch, 1987[247]
- Conus gloriakiiensis Kuroda & Itô, 1961[248]
- Conus gloriamaris Chemnitz, 1777[249]
- Conus glorioceanus Poppe & Tagaro, 2009[250]
- Conus gondwanensis Röckel, Richard, & Moolenbeek, 1995[251]
- Conus gordyi Röckel & Bondarev, 2000[252]
- Conus gradatulus Weinkauff, 1875[253]
- Conus grahami Röckel, Cosel & Burnay, 1980[254]
- Conus grangeri G. B. Sowerby III, 1900[255]
- Conus granulatus Linnaeus, 1758[256]
- Conus granum Röckel & Fischöder, 1985[257]
- Conus grohi Tenorio & Poppe, 2004[258]
- Conus guanche Lauer, 1993[259]
- Conus gubernator Hwass in Bruguière, 1792[260]
- Conus guidopoppei Raybaudi Massilia, 2005[261]
- Conus guinaicus Hwass in Bruguière, 1792[262]
- Conus guyanensis Van Mol, 1973[263]
- Conus habui Lan, 2002[264]
- Conus hamamotoi Yoshiba & Koyama, 1984[265]
- Conus hamanni Fainzilber & Mienis, 1986[266]
- Conus harlandi Petuch, 1987[267]
- Conus havanensis Aguayo & Farfante, 1947[268]
- Conus helgae Blöcher, 1992[269]
- Conus henckesi Coltro, 2004[270]
- Conus hennequini Petuch, 1993[271]
- Conus hieroglyphus Duclos, 1833[272]
- Conus hirasei (Kuroda, 1956)[273]
- Conus hivanus Moolenbeek, Zandbergen & Bouchet, 2008[274]
- Conus honkeri Petuch, 1988[275]
- Conus hopwoodi Tomlin, 1937[276]
- Conus howelli Iredale, 1929[277]
- Conus hyaena Hwass in Bruguière, 1792[278]
- Conus hybridus Kiener, 1845[279]
- Conus iansa Petuch, 1979[280]
- Conus ichinoseana (Kuroda, 1956)[281]
- Conus iheringi Frenguelli, 1946[282]
- Conus ikedai Ninomiya, 1987[283]
- Conus immelmani Korn, 1998[284]
- Conus imperialis Linnaeus, 1758[285]
- Conus inconstans E. A. Smith, 1877[286]
- Conus infinitus Rolán, 1990[287]
- Conus infrenatus Reeve, 1848[288]
- Conus inscriptus Reeve, 1843[289]
- Conus insculptus Kiener, 1845[290]
- Conus iodostoma Reeve, 1843[291]
- Conus ione Fulton, 1938[292]
- Conus irregularis G. B. Sowerby II, 1858[293]
- Conus isabelarum Tenorio & Afonso, 2004[294]
- Conus jacarusoi Petuch, 1998[295]
- Conus janus Hwass in Bruguière, 1792[296]
- Conus jaspideus Gmelin, 1791[297]
- Conus jeanmartini G. Raybaudi Massilia, 1992[298]
- Conus jickelii Weinkauff, 1873[299]
- Conus joliveti Moolenbeek, Röckel & Bouchet, 2008[300]
- Conus josephinae Rolán (Mosquera), 1980[301]
- Conus jourdani da Motta, 1984[302]
- Conus jucundus G. B. Sowerby III, 1887[303]
- Conus judaceus Bergh, 1895[304]
- Conus julieandreae Cargile, 1995[305]
- Conus julii Lienard, 1870[306]
- Conus kalafuti da Motta, 1987[307]
- Conus kanakinus Richard, 1983[308]
- Conus kawamurai Habe, 1962[309]
- Conus kersteni Tenorio, Afonso & Rolán, 2008[310]
- Conus kerstitchi Walls, 1978[311]
- Conus kevani Petuch, 1987[312]
- Conus kiicumulus (Azuma, 1982)[313]
- Conus kimioi (Habe, 1965)[314]
- Conus kinoshitai (Kuroda, 1956)[315]
- Conus kintoki Habe & Kosuge, 1970[316]
- Conus klemae (Cotton, 1953)[317]
- Conus kohni McLean & Nybakken, 1979[318]
- Conus korni G. Raybaudi Massilia, 1993[319]
- Conus kremerorum Petuch, 1988[320]
- Conus kuiperi Moolenbeek, 2006[321]
- Conus kulkulcan Petuch, 1980[322]
- Conus kuroharai (Habe, 1965)[323]
- Conus lamberti Souverbie, 1877[324]
- Conus lani Crandall, 1979[325]
- Conus laterculatus G. B. Sowerby II, 1870[326]
- Conus leekremeri Petuch, 1987[327]
- Conus legatus Lamarck, 1810[328]
- Conus lemniscatus Reeve, 1849[329]
- Conus lenavati da Motta, 1982[330]
- Conus lenhilli Cargile, 1998[331]
- Conus lentiginosus Reeve, 1844[332]
- Conus leobottonii Lorenz, 2006[333]
- Conus leobrerai da Motta & Martin, 1982[334]
- Conus leopardus (Röding, 1798)[335]
- Conus lienardi Bernardi & Crosse, 1861[336]
- Conus lightbourni Petuch, 1986[337]
- Conus limpusi Röckel & Korn, 1990[338]
- Conus lindae Petuch, 1987[339]
- Conus lischkeanus Weinkauff, 1875[340]
- Conus litoglyphus Hwass in Bruguière, 1792[341]
- Conus litteratus Linnaeus, 1758[342]
- Conus lividus Hwass in Bruguière, 1792[343]
- Conus lizardensis Crosse, 1865[344]
- Conus lizarum (G. Raybaudi Massilia & da Motta, 1992)[345]
- Conus locumtenens Blumenbach, 1791[346]
- Conus lohri Kilburn, 1972[347]
- Conus longurionis Kiener, 1845[348]
- Conus loyaltiensis Röckel, Richard, & Moolenbeek, 1995[349]
- Conus lozeti Richard, 1980[350]
- Conus luciae Moolenbeek, 1986[351]
- Conus lucidus Wood, 1828[352]
- Conus lugubris Reeve, 1849[353]
- Conus luquei Rolán & Trovão in Rolán, 1990[354]
- Conus luteus G. B. Sowerby II, 1833[355]
- Conus lynceus G. B. Sowerby II, 1858[356]
- Conus madagascariensis G. B. Sowerby II, 1858[357]
- Conus magellanicus Hwass in Bruguière, 1792[358]
- Conus magnificus Reeve, 1843[359]
- Conus magnottei Petuch, 1987[360]
- Conus magus Linnaeus, 1758[361]
- Conus mahogani Reeve, 1843[362]
- Conus maioensis Trovão, Rolán & Félix-Alves, 1990[363]
- Conus malacanus Hwass in Bruguière, 1792[364]
- Conus mappa sensu Lightfoot, 1786[365]
- Conus marchionatus Hinds, 1843[366]
- Conus marmoreus Linnaeus, 1758[367]
- Conus martensi E. A. Smith, 1884[368]
- Conus mayaguensis Nowell-Usticke, 1968[369]
- Conus mazei Deshayes, 1874[370]
- Conus mcbridei Lorenz, 2005[371]
- Conus mcgintyi Pilsbry, 1955[372]
- Conus mediterraneus Hwass in Bruguière, 1792[373]
- Conus medoci Lorenz, 2004[374]
- Conus melissae Tenorio, Afonso & Rolán, 2008[375]
- Conus melvilli G. B. Sowerby III, 1879[376]
- Conus memiae (Habe & Kosuge, 1970)[377]
- Conus mercator Linnaeus, 1975[378]
- Conus messiasi Rolán & Fernandes in Rolán, 1990[379]
- Conus micropunctatus Rolán & Röckel, 2000[380]
- Conus miles Linnaeus, 1758[381]
- Conus milesi E. A. Smith, 1887[382]
- Conus miliaris Hwass in Bruguière, 1792[383]
- Conus milneedwardsi Jousseaume, 1894[384]
- Conus mindanus Hwass in Bruguière, 1792[385]
- Conus miniexcelsus Olivera & Biggs, 2010[386]
- Conus minnamurra (Garrard, 1961)[387]
- Conus miruchae Röckel, Rolán & Monteiro, 1980[388]
- Conus mitraeformis Wood, 1828[389]
- Conus mitratus Hwass in Bruguière, 1792[390]
- Conus moluccensis Küster, 1838[391]
- Conus monile Hwass in Bruguière, 1792[392]
- Conus monilifer Broderip, 1833[393]
- Conus mordeirae Rolán & Trovão in Rolán, 1990[394]
- Conus moreleti Crosse, 1858[395]
- Conus mozambicus Hwass in Bruguière, 1792[396]
- Conus mucronatus Reeve, 1843[397]
- Conus muriculatus G. B. Sowerby II, 1833[398]
- Conus mus Hwass in Bruguière, 1792[399]
- Conus musicus Hwass in Bruguière, 1792[400]
- Conus mustelinus Hwass in Bruguière, 1792[401]
- Conus namocanus Hwass in Bruguière, 1792[402]
- Conus nanus G.B. Sowerby I & G.B. Sowerby II, 1833[403]
- Conus naranjus Trovão, 1975[404]
- Conus natalis G. B. Sowerby II, 1858[405]
- Conus navarroi Rolán, 1986[406]
- Conus neoguttatus da Motta, 1991[407]
- Conus neptunus Reeve, 1843[408]
- Conus nielsenae Marsh, 1962[409]
- Conus nigromaculatus Röckel & Moolenbeek, 1992[410]
- Conus nimbosus Hwass in Bruguière, 1792[411]
- Conus nobilis Linnaeus, 1758[412]
- Conus nobrei Trovão, 1975[413]
- Conus nocturnus sensu Lightfoot, 1786[414]
- Conus nodulosus G. B. Sowerby III, 1864[415]
- Conus nucleus Reeve, 1848[416]
- Conus nussatella Linnaeus, 1758[417]
- Conus nux Broderip, 1833[418]
- Conus obscurus G. B. Sowerby II, 1833[419]
- Conus ochroleucus Gmelin, 1791[420]
- Conus oishii (Shikama, 1977)[421]
- Conus olgae Bacallado, Espinosa & Ortea, 2007[422]
- Conus olgiatii Bozzetti, 2007[423]
- Conus omaria Hwass in Bruguière, 1792[424]
- Conus orbignyi Audouin, 1831[425]
- Conus orion Broderip, 1833[426]
- Conus ortneri Petuch, 1998[427]
- Conus otohimeae Kuroda & Itô, 1961[428]
- Conus pacei Petuch, 1987[429]
- Conus pacificus Moolenbeek & Röckel, 1996[430]
- Conus pagodus Kiener, 1845[431]
- Conus papilliferus G. B. Sowerby II, 1834[432]
- Conus papuensis Coomans & Moolenbeek, 1982[433]
- Conus parascalaris Petuch, 1987[434]
- Conus parius Reeve, 1844[435]
- Conus parvatus Walls, 1979[436]
- Conus patae Abbott, 1971[437]
- Conus patricius Hinds, 1843[438]
- Conus paulae Petuch, 1988[439]
- Conus peli Moolenbeek, 1996[440]
- Conus penchaszadehi Petuch, 1986[441]
- Conus pennaceus Born, 1778[442]
- Conus pepeiu Moolenbeek, Zandbergen & Bouchet, 2008[443]
- Conus pergrandis (Iredale, 1937)[444]
- Conus perplexus G. B. Sowerby II, 1857[445]
- Conus pertusus Hwass in Bruguière, 1792[446]
- Conus petergabrieli Lorenz, 2006[447]
- Conus philippii Kiener, 1845[448]
- Conus pictus Reeve, 1843[449]
- Conus pineaui Pin & Leung Tack, 1995[450]
- Conus planorbis Born, 1778[451]
- Conus platensis Frenguelli, 1946[452]
- Conus plinthis Richard & Moolenbeek, 1988[453]
- Conus polongimarumai Kosuge, 1980[454]
- Conus poormani Berry, 1968[455]
- Conus portobeloensis Petuch, 1990[456]
- Conus poulosi Petuch, 1993[457]
- Conus praecellens A. Adams, 1855[458]
- Conus pretiosus Nevill & Nevill, 1874[459]
- Conus primus Röckel & Korn, 1990[460]
- Conus princeps Linnaeus, 1758[461]
- Conus profundorum (Kuroda, 1956)[462]
- Conus proximus G. B. Sowerby II, 1859[463]
- Conus pseudaurantius Vink & Cosel, 1985[464]
- Conus pseudimperialis Moolenbeek, Zandbergen, & Bouchet, 2008[465]
- Conus pseudocuneolus Röckel, Rolán & Monteiro, 1980[466]
- Conus pseudokimioi da Motta & Martin, 1982[467]
- Conus pseudonivifer Monteiro, Tenorio & Poppe, 2004[468]
- Conus pseudorbignyi Röckel & Lan, 1981[469]
- Conus pulcher [Lightfoot], 1786[470]
- Conus pulicarius Hwass in Bruguière, 1792[471]
- Conus puncticulatus Hwass in Bruguière, 1792[472]
- Conus purissimus Filmer, 2011[473]
- Conus purpurascens G. B. Sowerby II, 1833[474]
- Conus pusio Hwass in Bruguière, 1792[475]
- Conus quercinus Lightfoot, 1786[476]
- Conus quiquandoni Lorenz & Barbier, 2008[477]
- Conus rachelae Petuch, 1988[478]
- Conus radiatus Gmelin, 1791[479]
- Conus rainesae McGinty, 1953[480]
- Conus ranonganus da Motta, 1978[481]
- Conus raoulensis Powell, 1958[482]
- Conus rattus Hwass in Bruguière, 1792[483]
- Conus raulsilvai Rolán, Monteiro & Fernandes, 1998[484]
- Conus rawaiensis da Motta, 1978[485]
- Conus recluzianus Bernardi, 1853[486]
- Conus regius Gmelin, 1791[487]
- Conus regonae Rolán & Trovão in Rolán, 1990[488]
- Conus regularis G. B. Sowerby II, 1833[489]
- Conus retifer Menke, 1829[490]
- Conus richardbinghami Petuch, 1993[491]
- Conus richeri Richard & Moolenbeek, 1988[492]
- Conus ritae Petuch, 1995[493]
- Conus rizali Olivera & Biggs, 2010[494]
- Conus roeckeli Rolán (Mosquera), 1980[495]
- Conus rolani Röckel, 1986[496]
- Conus rosalindensis Petuch, 1998[497]
- Conus rosemaryae Petuch, 1990[498]
- Conus roseorapum G. Raybaudi & da Motta, 1990[499]
- Conus rufimaculosus Macpherson, 1959[500]
- Conus rutilus Menke, 1843[501]
- Conus saecularis Melvill, 1898[502]
- Conus sagei Korn & G. Raybaudi Massilia, 1993[503]
- Conus sahlbergi da Motta & Harland, 1986[504]
- Conus salreiensis Rolán (Mosquera), 1980[505]
- Conus salzmanni G. Raybaudi-Massilia & Rolán, 1997[506]
- Conus sanderi Wils & Moolenbeek, 1979[507]
- Conus sanguinolentus Quoy & Gaimard, 1834[508]
- Conus saragasae Rolán, 1986[509]
- Conus sazanka Shikama, 1970[510]
- Conus scalaris Valenciennes, 1832[511]
- Conus scalarissimus da Motta, 1988[512]
- Conus scalptus Reeve, 1843[513]
- Conus scopulicola (Okutani, 1972)[514]
- Conus scopulorum Van Mol, Tursch & Kempf, 1971[515]
- Conus sculletti Marsh, 1962[516]
- Conus sculpturatus Röckel & da Motta, 1986[517]
- Conus sennottorum Rehder & Abbott, 1951[518]
- Conus serranegrae Rolán, 1990[519]
- Conus sertacinctus Röckel, 1986[520]
- Conus shikamai Coomans, Moolenbeek & Wils, 1985[521]
- Conus sieboldii Reeve, 1848[522]
- Conus simonis Bozzetti, 2010[523]
- Conus smirna Bartsch & Rehder, 1943[524]
- Conus solangeae Bozzetti, 2004[525]
- Conus solomonensis Delsaerdt, 1992[526]
- Conus spectrum Linnaeus, 1758[527]
- Conus sphacelatus G. B. Sowerby II, 1833[528]
- Conus spirofilis Habe & Kosuge, 1970[529]
- Conus splendidulus G. B. Sowerby II, 1833[530]
- Conus sponsalis Hwass in Bruguière, 1792[531]
- Conus spurius Gmelin, 1791[532]
- Conus stearnsii Conrad, 1869[533]
- Conus stercusmuscarum Linnaeus, 1758[534]
- Conus stimpsoni Dall, 1902[535]
- Conus stocki Coomans & Moolenbeek, 1990[536]
- Conus stramineus Lamarck, 1810[537]
- Conus striatellus Link, 1807[538]
- Conus striatus Linnaeus, 1758[539]
- Conus striolatus Kiener, 1845[540]
- Conus stupa (Kuroda, 1956)[541]
- Conus stupella (Kuroda, 1956)[542]
- Conus submarginatus G. B. Sowerby II, 1870[543]
- Conus suduirauti Raybaudi Massilia, 2004[544]
- Conus sugimotonis Kuroda, 1928[545]
- Conus sukhadwalai Röckel & da Motta, 1983[546]
- Conus sulcatus Hwass in Bruguière, 1792[547]
- Conus sulcocastaneus Kosuge, 1981[548]
- Conus sumatrensis Hwass in Bruguière, 1792[549]
- Conus sunderlandi Petuch, 1987[550]
- Conus suratensis Hwass in Bruguière, 1792[551]
- Conus sutanorcum Moolenbeek, Röckel & Bouchet, 2008[552]
- Conus suturatus Reeve, 1844[553]
- Conus swainsoni Estival & Cosel, 1986[554]
- Conus sydneyensis G. B. Sowerby III, 1887[555]
- Conus tabidus Reeve, 1844[556]
- Conus tacomae Boyer & Pelorce, 2009[557]
- Conus taeniatus Hwass in Bruguière, 1792[558]
- Conus taslei Kiener, 1845[559]
- Conus telatus Reeve, 1848[560]
- Conus tenuilineatus Rolán & Röckel, 2001[561]
- Conus tenuistriatus G. B. Sowerby II, 1858[562]
- Conus teodorae Rolán, 1990[563]
- Conus teramachii (Kuroda, 1956)[564]
- Conus terebra Born, 1778[565]
- Conus terryni Tenorio & Poppe, 2004[566]
- Conus tessulatus Born, 1778[567]
- Conus tevesi Trovão, 1978[568]
- Conus textile Linnaeus, 1758[569]
- Conus thalassiarchus G. B. Sowerby II, 1834[570]
- Conus thomae Gmelin, 1791[571]
- Conus tiaratus G. B. Sowerby II, 1833[572]
- Conus tiki Moolenbeek, Zandbergen & Bouchet, 2008[573]
- Conus timorensis Hwass in Bruguière, 1792[574]
- Conus tinianus Hwass in Bruguière, 1792[575]
- Conus tirardi Röckel & Moolenbeek, 1996[576]
- Conus tisii Lan, 1978[577]
- Conus tornatus G. B. Sowerby II, 1833[578]
- Conus traillii A. Adams, 1855[579]
- Conus traversianus E. A. Smith, 1875[580]
- Conus trencarti Nolf & Verstraeten, 2008[581]
- Conus tribblei Walls, 1977[582]
- Conus trigonus Reeve, 1848[583]
- Conus trochulus Reeve, 1844[584]
- Conus troendlei Moolenbeek, Zandbergen & Bouchet, 2008[585]
- Conus trovaoi Rolán & Röckel, 2000[586]
- Conus tuberculosus Tomlin, 1938[587][588]
- Conus tulipa Linnaeus, 1758[589]
- Conus tuticorinensis Röckel & Korn, 1990[590]
- Conus typhon Kilburn, 1975[591]
- Conus unifasciatus Kiener, 1845[592]
- Conus variegatus Kiener, 1845[593]
- Conus varius Linnaeus, 1758[594]
- Conus vaubani Röckel, Richard & Moolenbeek, 1995[595]
- Conus velaensis Petuch, 1993[596]
- Conus venezuelanus Petuch, 1987[597]
- Conus venulatus Hwass in Bruguière, 1792[598]
- Conus verdensis Trovão, 1979[599]
- Conus vexillum Gmelin, 1791[600]
- Conus victoriae Reeve, 1843[601]
- Conus vicweei Old, 1973[602]
- Conus villepinii Fischer & Bernardi, 1857[603]
- Conus vimineus Reeve, 1849[604]
- Conus viola Cernohorsky, 1977[605]
- Conus violaceus Gmelin, 1791[606]
- Conus virgatus Reeve, 1849[607]
- Conus virgo Linnaeus, 1758[608]
- Conus visagenus Kilburn, 1974[609]
- Conus visseri Delsaerdt, 1990[610]
- Conus vittatus Hwass in Bruguière, 1792[611]
- Conus voluminalis Reeve, 1843[612]
- Conus vulcanus Tenorio & Afonso, 2004[613]
- Conus wakayamaensis (Kuroda, 1956)[614]
- Conus wallacei (Lorenz & Morrison, 2004)[615]
- Conus wallangra (Garrard, 1961)[616]
- Conus wilsi Delsaerdt, 1998[617]
- Conus wittigi Walls, 1977[618]
- Conus worki Petuch, 1998[619]
- Conus xanthicus Dall, 1910[620]
- Conus xicoi Röckel, 1987[621]
- Conus ximenes Gray, 1839[622]
- Conus yemenensis Bondarev, 1997[623]
- Conus zandbergeni Filmer & Moolenbeek, 2010[624]
- Conus zapatosensis Röckel, 1987[625]
- Conus zebra Lamarck, 1810[626]
- Conus zebroides Kiener, 1845[627]
- Conus zeylanicus Gmelin, 1791[628]
- Conus ziczac Mühlfeld, 1816[629]
- Conus zonatus Hwass in Bruguière, 1792[630]
- Conus zylmanae Petuch, 1998[631]